# Jamaikanische Badmintonmeisterschaft 1939
Die Jamaikanische Badmintonmeisterschaft 1939 fand in Kingston statt. Es war die dritte Austragung der nationalen Titelkämpfe im Badminton von Jamaika.	

## Titelträger
| Disziplin    | Sieger                   |
| ------------ | ------------------------ |
| Herreneinzel | Percy Wates              |
| Dameneinzel  | E. P. Templeton          |
| Herrendoppel | D. F. Campbell Carl Beck |
| Damendoppel  | Guilfoyle M. McCormack   |
| Mixed        | J. Ritchie M. Utting     |